# 3113 Chizhevskij
3113 Chizhevskij è un asteroide della fascia principale. Scoperto nel 1978, presenta un'orbita caratterizzata da un semiasse maggiore pari a 2,4277256 au e da un'eccentricità di 0,0745047, inclinata di 4,96885° rispetto all'eclittica.
L'asteroide è dedicato al biologo sovietico Aleksandr Leonidovič Čiževskij.